# Katastrofa lotu China Southern Airlines 3943
Katastrofa lotu China Southern Airlines 3943 – katastrofa lotnicza samolotu Boeing 737-3Y0, należącego do linii China Southern Airlines, do której doszło 24 listopada 1992 roku w Guilin w Chinach. W jej wyniku zginęło 141 osób (133 pasażerów i 8 członków załogi), wszystkie osoby, które znajdowały się na pokładzie.

## Wypadek
Podczas zniżania w kierunku Guilin, na wysokości 7000 stóp (2100 m), kapitan próbował wyrównać lot samolotu, podnosząc dziób. Automatyczna przepustnica samolotu była włączona do zniżania, ale załoga nie zauważyła, że dźwignia mocy nr 2 była na biegu jałowym. Doprowadziło to do asymetrycznego stanu mocy. Samolot przechylił się w prawo, a załoga nie była w stanie odzyskać kontroli.

## Ofiary
W katastrofie zginęło 141 osób:
| Obywatelstwo | Pasażerowie | Załoga | Razem |
| ------------ | ----------- | ------ | ----- |
| Chiny        | 120         | 8      | 128   |
| Tajwan       | 9           | –      | 9     |
| Hiszpania    | 2           | –      | 2     |
| Kanada       | 1           | –      | 1     |
| Makau        | 1           | –      | 1     |
| Razem        | 133         | 8      | 141   |